# Városy Gyula (érsek)
Veszprémi Városy Gyula (Zombor, 1846. augusztus 14. – Kalocsa, 1910. október 28.) teológiai doktor, székesfehérvári püspök, majd kalocsai érsek, pápai kamarás.

## Pályafutása
Középosztálybeli családból született. Teológiai tanulmányait a kalocsai főegyházmegye növendékeként Pesten, a Központi Papnevelő Intézetben végezte. 1870. július 24-én szentelték pappá; ezután 1873-ig káplánként szolgált Csonoplyán. Ezt követően visszatért tanulmányaihoz: Bécsben az Augustineum növendéke lett, 1875-ben teológiai doktorátussal tért haza.
1875-ben érseki levéltárnok, 1876-ban szentszéki jegyző lett. 1878-ban a kalocsai érseki könyvtár igazgatója, 1880-ban a kisebb papnevelő intézet (kisszeminárium) aligazgatója és az érseki líceumnak helyettes, majd rendes tanára. Ugyanekkor nevezte ki a pápa tiszteleti kamarásává. 1883-ban szentszéki ülnök és a középiskolai tanárvizsgáló-bizottság tagja lett. 1886-ban zsinati vizsgáló és bekebelezett teológiai doktor. 1887-ben a kalocsai nagyobb papnevelő kormányzójává neveztetvén ki, egyben címzetes kanonok is lett; 1889-ben a kalocsai címzetes apátságot kapta; 1892 után Császka György érsek oldalkanonokja és a tiszai kerület főesperese, majd pápai prelátus, kalocsai apátkanonok lett. 1893. augusztus 21-én tiszai, 1895. április 17-én bácsi, 1897. augusztus 15-től székesegyházi főesperes, 1899-ben babolcsai címzetes apát, és 1898. február 16-tól a budapesti Központi Papnevelő Intézet igazgatója volt.

### Püspöki pályafutása
1901. november 1-jén a király székesfehérvári püspökké nevezte ki, XIII. Leó pápa december 16-án erősítette meg hivatalában. 1902. január 19-én szentelte püspökké a budapesti Egyetemi templomban Császka György kalocsai érsek, Majorosy János kalocsai segédpüspök és Kohl Medárd esztergomi segédpüspök segédletével. Székét március 9-én foglalta el.
A lelkipásztori lelkület elmélyítése érdekében papjait jezsuita lelkigyakorlatokra küldte, és Vianney Szent Jánost állította eléjük példának. Támogatta a vallásos egyesületeket; ennek érdekében 1903-tól nyomdát működtetett Páduai Szent Antalról nevezett egyházmegyei nyomdaintézet néven.
1905. október 17-én Ferenc József kalocsai érsekké nevezte ki, amit X. Piusz pápa december 11-én szentesített. Ő alapította a tiszakálmánfalvai templomot és plébániát, valamint 330 ezer koronából helyreállíttatta a kalocsai székesegyházat.

## Művei
- Astricus sedi suae Colocensi servatus. Colocae, 1879 (különny. a kalocsai Schematismusból)
- A katholikus iskolaügy Magyarországban. I. rész. A magyar kath. alapítványok jogi természete, különös tekintettel a kath. iskolaügy körül felmerült téves nézetekre. Uo. 1882. II. rész. Uo. 1884 (névtelenül)
- XIII. Leo pápa és az iparosok. Uo. 1885
- Honoribus excellentissimi ac reverendissimi domini domini-archiepiscopi colocensis. Kalocsa, 1906[4]

Cikkei az Új Magyar Sionban (1881. Egy fejezet a XVIII. század interconfessionalis viszonyainak történetéhez); a Katholikus Hetilapban (1881. Haladás a középkorban); a Történelmi Tárban (1885. Újabb adalékok az esztergomi érsek és a pannonhalmi alapító levél kérdésének megoldásához); a Religióban (1885. A párbér Magyarországon, 1886. Kutassuk fel a szent Gellért ereklyéit); a kalocsai Schematismusban (1885. Disquisitio historica de unione Ecclesiarum Colocensis et Bachiensis, 1886. Observationes criticae in seriem Archi-episcoporum Colocensium et Bácsiensium); a Magyar Államban (1886. 48. sz. Rákóczi és a jezsuiták); a Századokban (1886. Antiochiai Anna magyar királyné származása és családi viszonyai).